# Alfredo Neri
Alfredo Neri – włoski bokser, brązowy medalista Mistrzostw Europy z roku 1934.

## Kariera
W kwietniu 1934 zdobył brązowy medal na Mistrzostwach Europy, w kategorii średniej. W ćwierćfinale turnieju pokonał na punkty Rumuna Ilie Petrescu. W półfinale przegrał z reprezentantem Polski Witoldem Majchrzyckim, ulegając mu na punkty. W walce o trzecie miejsce pokonał Austriaka Fuehrera, zwyciężając walkowerem.
W listopadzie roku 1934 był również wicemistrzem Włoch w kategorii średniej.